# Thập niên 460
Thập niên 460 hay thập kỷ 460 chỉ đến những năm từ 460 đến 469.